# Atenuacija
Atenuacija je mehanizem, ki nadzira zmožnost nadaljnjega branja RNK-polimeraze, ko naleti na atenuator, ki je notranji terminator (končno aminokislinsko zaporedje), nameščen na začetku transkripcijske enote. Nekateri zunanji vplivi povzročijo nastanek notranjega terminatorja v obliki sekundarne strukture - lasnice. V primeru tvorbe lasnice RNK-polimeraza ne more več prepisovati gena, če pa se lasnica ne tvori, potem RNK-polimeraza nadaljuje s fazo podaljševanja preko terminatorja in geni se prepišejo. 
Spremembe v sekundarni strukturi, ki nadzorujejo atenuacijo, so pogojene s položajem ribosoma na informacijski RNK (mRNA). Da pride do terminacije, je potrebno, da je ribosom zmožen prevajati vodilni segment mRNA. Takrat se pri terminatorju 1 (sekvenci) tvori terminacijska lasnica. Če pa ribosom ne more prevajati vodilnega segmenta, se lasnica tvori na drugi lokaciji. Posledica tega je, da terminacijska regija ostaja enoverižna in RNK-polimeraza lahko prepisuje kodirajočo regijo.
Primer atenuacije predstavlja Trp-operon:
Trp-operon je sestavljen iz 5 strukturnih delov, pred njimi je kontrolno področje, ki ima sekvenco za vodilni peptid (angl. leader). V vodilnem zaporedju so 4 zaporedja, ki so med sabo delno komplementarna in sicer 1 - 2, 2 - 3 in 3 - 4. Od sistema stebričkov, ki nastanejo, ko se parijo komplementarni deli, je odvisno, ali bo sinteza potekala in kako.